# Đại hội Thể thao châu Á 1994
Đại hội Thể thao châu Á 1994 (1994年アジア競技大会), còn được gọi là Asiad XII, Đại hội Thể thao châu Á lần thứ 12 (第12回アジア競技大会) hay đơn giản là Hiroshima 1994 (広島1994), được tổ chức từ ngày 2 đến ngày 16 tháng 10 năm 1994 tại thành phố Hiroshima, Nhật Bản. Đây là kỳ Á vận hội đầu tiên trong lịch sử được tổ chức tại một thành phố không phải là thủ đô. Chủ đề chính của kỳ đại hội này là thúc đẩy hòa bình và sự hòa hợp giữa các quốc gia châu Á — ý tưởng này bắt nguồn từ thực tế lịch sử rằng thành phố Hiroshima từng là nơi hứng chịu quả bom nguyên tử đầu tiên cách đó 49 năm. Do ảnh hưởng của Chiến tranh vùng Vịnh năm 1991, Iraq bị đình chỉ tham gia kỳ đại hội. Asiad lần này cũng đánh dấu lần đầu tiên năm nước cộng hòa thuộc Liên Xô cũ ở châu Á tham dự, bao gồm: Kazakhstan, Kyrgyzstan, Tajikistan, Turkmenistan và Uzbekistan.
Tổng cộng có 6.828 vận động viên và quan chức đến từ 42 quốc gia tham gia, với 34 môn thể thao được tổ chức. Các môn thể thao lần đầu tiên xuất hiện tại Asiad bao gồm bóng chày, karate và năm môn phối hợp hiện đại.

## Quá trình đấu thầu
Năm 1983, hai thành phố châu Á bày tỏ mong muốn đăng cai Á vận hội 1990: Bắc Kinh (Trung Quốc) và Hiroshima (Nhật Bản). Cả hai bên đã trình bày dự án trước Hội đồng Olympic châu Á (OCA) trong một cuộc họp tổ chức vào năm sau tại Seoul, Hàn Quốc. Cuộc họp này đồng thời cũng là dịp đánh giá công tác chuẩn bị của Seoul cho Asiad sắp tới và Thế vận hội Mùa hè 1988. Cuối cùng, Bắc Kinh giành được quyền đăng cai Asiad 1990. Tuy nhiên, phía Nhật Bản lúc đó không biết đến đề xuất của Trung Quốc và khá bất ngờ khi quyền đăng cai được trao cho thủ đô của Trung Quốc. Dù vậy, đề án của Nhật Bản đã được đánh giá rất cao, đến mức OCA mời Hiroshima đăng cai kỳ đại hội tiếp theo vào năm 1994.
Để được chọn đăng cai, cần tối thiểu 34 phiếu bầu.
| Thành phố | Quốc gia | Phiếu bầu |
| Bắc Kinh  | China    | 44        |
| Hiroshima | Japan    | 23        |

## Các quốc gia tham dự
| - Afghanistan - Bahrain - Bangladesh - Bhutan - Brunei - Campuchia - Trung Quốc - Đài Bắc Trung Hoa - Hồng Kông - Ấn Độ - Indonesia - Iran - Nhật Bản - Jordan | - Kazakhstan - Kuwait - Kyrgyzstan - Lào - Liban - Ma Cao - Malaysia - Maldives - Mông Cổ - Myanmar - Nepal - Oman - Pakistan - Palestine (1) | - Philippines - Qatar - Ả Rập Xê Út - Singapore - Hàn Quốc - Sri Lanka - Syria - Tajikistan - Thái Lan - Turkmenistan - UAE - Uzbekistan - Việt Nam - Yemen |

## Môn thi đấu
| - Bắn cung () - Điền kinh () - Cầu lông () - Bóng chày () - Bóng rổ () - Bowling () - Quyền anh () - Đua thuyền () - Đua xe đạp () - Nhảy cầu () - Đua ngựa () | - Đấu kiếm () - Khúc côn cầu () - Bóng đá () - Golf () - Thể dục dụng cụ () - Bóng ném () - Judo () - Kabaddi () - Karate () - 3 môn phối hợp () - Chèo thuyền () | - Sailing () - Cầu mây () - Bắn súng () - Bóng mềm () - Bơi lội () - Bóng bàn () - Taekwondo () - Quần vợt () - Bóng chuyền () - Cử tạ () - Đấu vật () |

## Lịch thi đấu
| ● | Lễ khai mạc |  | Tranh tài | ● | Chung kết | ● | Lễ bế mạc |

| Tháng 10, 1994               | T7 1 | CN 2 | T2 3 | T3 4 | T4 5 | T5 6 | T6 7 | T7 8 | CN 9 | T2 10 | T3 11 | T4 12 | T5 13 | T6 14 | T7 15 | T8 16 | Huy chương vàng |
| ---------------------------- | ---- | ---- | ---- | ---- | ---- | ---- | ---- | ---- | ---- | ----- | ----- | ----- | ----- | ----- | ----- | ----- | --------------- |
| Bắn cung                     |      |      |      |      |      |      |      | 1    | 1    | 2     |       |       |       |       |       |       | 4               |
| Điền kinh                    |      |      |      |      |      |      |      |      | 2    | 4     | 7     | 3     |       | 10    | 9     | 8     | 43              |
| Cầu lông                     |      |      |      |      |      |      |      |      | 2    |       |       |       |       |       | 5     |       | 7               |
| Bóng chày                    |      |      |      |      |      |      |      |      |      |       |       |       |       | 1     |       |       | 1               |
| Bóng rổ                      |      |      |      |      |      |      |      |      |      |       |       |       | 1     |       | 1     |       | 2               |
| Bowling                      |      |      |      |      | 2    | 2    |      | 2    | 4    |       | 2     |       |       |       |       |       | 12              |
| Quyền anh                    |      |      |      |      |      |      |      |      |      |       |       |       | 12    |       |       |       | 12              |
| Đua thuyền                   |      |      |      |      |      |      |      |      | 7    | 6     |       |       |       |       |       |       | 13              |
| Đua xe đạp – Đường trường    |      |      |      |      |      |      |      |      | 1    |       |       |       |       |       | 2     |       | 3               |
| Đua xe đạp – Lòng chảo       |      |      |      |      |      |      |      |      |      |       |       | 2     | 2     | 3     |       |       | 7               |
| Nhảy cầu                     |      |      |      | 2    |      | 2    |      |      |      |       |       |       |       |       |       |       | 4               |
| Đua ngựa                     |      |      | 1    |      | 1    |      | 1    |      | 1    |       |       |       |       |       |       |       | 4               |
| Đấu kiếm                     |      |      | 1    | 1    | 1    | 1    | 1    | 1    | 1    | 1     |       |       |       |       |       |       | 8               |
| Khúc côn cầu                 |      |      |      |      |      |      |      |      |      |       |       |       |       | 1     | 1     |       | 2               |
| Bóng đá                      |      |      |      |      |      |      |      |      |      |       |       | 1     |       |       |       | 1     | 2               |
| Golf                         |      |      |      |      |      |      |      |      | 4    |       |       |       |       |       |       |       | 4               |
| Thể dục dụng cụ – Nghệ thuật |      |      | 1    | 1    | 2    | 10   |      |      |      |       |       |       |       |       |       |       | 14              |
| Thể dục dụng cụ – Nhịp điệu  |      |      |      |      |      |      |      |      |      | 1     |       |       |       |       |       |       | 2               |
| Bóng ném                     |      |      |      |      |      |      |      |      |      |       |       |       | 1     | 1     |       |       | 2               |
| Judo                         |      |      |      |      |      |      |      |      |      |       |       | 4     | 4     | 4     | 4     |       | 16              |
| Kabaddi                      |      |      |      |      |      |      |      |      |      |       |       |       |       | 1     |       |       | 1               |
| Karate                       |      |      | 4    | 4    | 3    |      |      |      |      |       |       |       |       |       |       |       | 11              |
| 3 môn phối hợp               |      |      |      |      |      |      |      |      |      |       | 2     |       |       |       |       |       | 2               |
| Chèo thuyền                  |      |      |      |      |      |      |      |      |      | 12    |       |       |       |       |       |       | 12              |
| Sailing                      |      |      |      |      |      |      |      |      |      |       | 7     |       |       |       |       |       | 7               |
| Cầu mây                      |      |      |      |      |      |      |      |      |      |       |       |       |       |       | 1     |       | 1               |
| Bắn súng                     |      |      |      |      |      |      | 4    | 6    | 4    | 2     | 4     | 4     | 6     | 4     |       |       | 34              |
| Soft tennis                  |      |      |      |      |      |      |      |      |      |       |       | 2     |       | 2     |       |       | 4               |
| Bóng mềm                     |      |      |      |      |      |      | 1    |      |      |       |       |       |       |       |       |       | 1               |
| Bơi lội                      |      |      | 4    | 5    | 5    | 5    | 6    | 6    |      |       |       |       |       |       |       |       | 31              |
| Bơi nghệ thuật               |      |      |      |      |      |      |      |      | 2    |       |       |       |       |       |       |       | 2               |
| Bóng bàn                     |      |      |      |      |      |      |      | 1    | 1    |       |       |       | 3     | 2     |       |       | 7               |
| Taekwondo                    |      |      |      |      |      |      |      | 4    | 4    |       |       |       |       |       |       |       | 8               |
| Quần vợt                     |      |      |      |      |      | 1    | 1    |      |      |       |       |       | 5     |       |       |       | 7               |
| Bóng chuyền                  |      |      |      |      |      |      | 1    |      |      |       |       |       |       |       |       | 1     | 2               |
| Bóng nước                    |      |      |      |      |      |      |      |      |      |       |       |       |       |       | 1     |       | 1               |
| Cử tạ                        |      |      | 3    | 3    | 3    | 2    | 2    | 2    | 2    | 2     |       |       |       |       |       |       | 19              |
| Đấu vật                      |      |      |      |      | 5    | 5    |      |      | 5    | 5     |       |       |       |       |       |       | 20              |
| Wushu                        |      |      |      |      |      |      |      |      |      |       |       | 1     | 2     | 3     |       |       | 6               |
| Tổng số huy chương           |      |      | 14   | 16   | 22   | 28   | 17   | 23   | 41   | 35    | 22    | 17    | 36    | 32    | 24    | 10    | 337             |
| Nghi lễ                      |      | ●    |      |      |      |      |      |      |      |       |       |       |       |       |       | ●     |                 |
| Tháng 10, 1994               | T7 1 | CN 2 | T2 3 | T3 4 | T4 5 | T5 6 | T6 7 | T7 8 | CN 9 | T2 10 | T3 11 | T4 12 | T5 13 | T6 14 | T7 15 | T8 16 | Huy chương vàng |

## Bảng tổng sắp huy chương
| Hạng                | Đoàn                    | Vàng | Bạc | Đồng | Tổng số |
| ------------------- | ----------------------- | ---- | --- | ---- | ------- |
| 1                   | Trung Quốc (CHN)        | 126  | 83  | 57   | 266     |
| 2                   | Nhật Bản (JPN)          | 64   | 75  | 79   | 218     |
| 3                   | Hàn Quốc (KOR)          | 63   | 56  | 64   | 183     |
| 4                   | Kazakhstan (KAZ)        | 27   | 25  | 27   | 79      |
| 5                   | Uzbekistan (UZB)        | 11   | 12  | 19   | 42      |
| 6                   | Iran (IRI)              | 9    | 9   | 8    | 26      |
| 7                   | Đài Bắc Trung Hoa (TPE) | 7    | 13  | 24   | 44      |
| 8                   | Ấn Độ (IND)             | 4    | 3   | 16   | 23      |
| 9                   | Malaysia (MAS)          | 4    | 2   | 13   | 19      |
| 10                  | Qatar (QAT)             | 4    | 1   | 5    | 10      |
| 11                  | Indonesia (INA)         | 3    | 12  | 11   | 26      |
| 12                  | Thái Lan (THA)          | 3    | 9   | 14   | 26      |
| 13                  | Syria (SYR)             | 3    | 3   | 1    | 7       |
| 14                  | Philippines (PHI)       | 3    | 2   | 8    | 13      |
| 15                  | Kuwait (KUW)            | 3    | 1   | 5    | 9       |
| 16                  | Ả Rập Xê Út (KSA)       | 1    | 3   | 5    | 9       |
| 17                  | Turkmenistan (TKM)      | 1    | 3   | 3    | 7       |
| 18                  | Mông Cổ (MGL)           | 1    | 2   | 6    | 9       |
| 19                  | Việt Nam (VIE)          | 1    | 2   | 0    | 3       |
| 20                  | Singapore (SIN)         | 1    | 1   | 5    | 7       |
| 21                  | Hồng Kông (HKG)         | 0    | 6   | 7    | 13      |
| 22                  | Pakistan (PAK)          | 0    | 4   | 6    | 10      |
| 23                  | Kyrgyzstan (KGZ)        | 0    | 4   | 5    | 9       |
| 24                  | Jordan (JOR)            | 0    | 2   | 2    | 4       |
| 25                  | UAE (UAE)               | 0    | 1   | 3    | 4       |
| 26                  | Ma Cao (MAC)            | 0    | 1   | 1    | 2       |
| 26                  | Sri Lanka (SRI)         | 0    | 1   | 1    | 2       |
| 28                  | Bangladesh (BAN)        | 0    | 1   | 0    | 1       |
| 29                  | Brunei (BRU)            | 0    | 0   | 2    | 2       |
| 29                  | Myanmar (MYA)           | 0    | 0   | 2    | 2       |
| 29                  | Nepal (NEP)             | 0    | 0   | 2    | 2       |
| 29                  | Tajikistan (TJK)        | 0    | 0   | 2    | 2       |
| Tổng số (32 đơn vị) | Tổng số (32 đơn vị)     | 339  | 337 | 403  | 1079    |

## Vụ bê bối doping
11 vận động viên của đoàn thể thao Trung Quốc bị tước toàn bộ các huy chương do bị phát hiện dùng chất steroids tại ASIAD 1994.